# Aron Julius Wedin
Aron Julius Wedin (i riksdagen kallad Wedin i Borgenhill), född 1 juli 1876 i Ramsele, död 11 juli 1940 i Borgvattnet, var en svensk byggmästare och politiker (liberal).
Aron Julius Wedin, som var faderlös son till en piga, var byggmästare i Borgvattnet i Jämtland. Han var riksdagsledamot i andra kammaren för Jämtlands läns södra valkrets 1912–1914 och tillhörde i riksdagen Frisinnade landsföreningens riksdagsparti Liberala samlingspartiet. Han var bland annat suppleant i andra kammarens tredje tillfälliga utskott 1913–1914 och engagerade sig exempelvis för arrendatorernas situation i Norrland och Dalarna.